# ماشاما بیلی
ماشاما بیلی (انگلیسی: Mashama Bailey) سرآشپز اهل ایالات متحده آمریکا است که در زمینهٔ آشپزی فرانسوی آموزش دیده و در حال حاضر به تمرکزش بر آشپزی جنوب آمریکا است. او در سال ۲۰۱۹، جایزه جیمز بیرد را به عنوان «بهترین سزآشپز جنوب شرقی آمریکا» دریافت کرد. وی در سال ۲۰۲۲، «سرآشپز برجسته» بنیاد جیمز بیرد را به عنوان دریافت کرد.